# Pavel Dovgal
Pavel Dovgal, född den 22 december 1975 i Minsk, Vitryssland, är en vitrysk idrottare inom modern femkamp.
Han tog OS-brons i herrarnas moderna femkamp i samband med de olympiska tävlingarna i modern femkamp 2000 i Sydney.